# Ruróni Kensin: Cuiokuhen
A Ruróni Kensin: Cuiokuhen (るろうに剣心: 追憶編; Ruróni Kensin: Emlékezés) OVA-sorozat, amely a Ruróni Kensin című mangasorozat anime feldolgozásának előzménye. Az OVA-t 1999-ben adták ki Japánban. Forgatókönyvírója Szogo Maszasi, rendezője pedig Furuhasi Kazuhiro volt.
Az epizódok Vacuki Nobuhiro sorozatának 165. és 179. fejezete közötti részeket viszik képernyőre, melyekben Himura Kensin avatja be barátait a múltjába, mikor még orgyilkosként küzdött az Isin-hazafiak oldalán, és a „Hitokiri Battószai” nevet viselete. Az animéből kiderül, miért döntött úgy Kensin, hogy hátat fordít az orgyilkosságnak, hogyan szerezte ismertetőjeléül szolgáló, kereszt alakú sebhelyét, és beavatja a nézőket Kensin és Jukisiro Tomoe kapcsolatába, aki a hitokiri első felesége volt. Kensin sorsdöntő összecsapása mesterével, Hiko Szeidzsúróval, és élete nagy riválisával, Szaitó Hadzsimével való első találkozása is bemutatásra került.
Észak-Amerikában az OVA először az ADV Films forgalmazásában jelent meg Samurai X: Trust & Betrayal címmel, majd később az Aniplex amerikai vállalata adta ki az epizódokat 2011-ben blu-ray-en Rurouni Kenshin: Trust & Betrayal-ra átnevezve a sorozatot. Japánban az OVA-sorozatnak készült egy összeszerkesztett moziváltozata is, melyet az ADV Films adott ki DVD-n Amerikában, rendezői változatként hivatkozva rá. Magyarországon még nem kerültek bemutatásra.
Kiadása óta a Cuiokuhen önmagában is kultuszanimévé vált. Mikor megjelent, a kritikusok körében szinte univerzális sikert aratott. Az eltelt évek alatt semmit sem vesztett népszerűségéből, és az animerajongók a valaha készült egyik legjobban sikerült OVA-sorozatnak tartják. Az OVA ugyanis sok rajongó szerint felülmúlja az animesorozatot, köszönhetően a szeinen stílusra jellemző, komolyabb hangulatnak.

## Cselekmény
Egy kisgyerek, Sinta gondviselőit banditák mészárolják le. Hiko Szeidzsúró, a Hiten micurugi-rjú mestere megmenti a fiút a haláltól, majd magához veszi, és megtanítja őt a kardvívásra. Ennek okáért új nevet is ad a fiúnak: Kensinnek nevezi el, mert véleménye szerint jobban illik egy kardforgatóhoz.
Több évnyi edzés után Kensin úgy dönt, hogy elhagyja mesterét, arra hivatkozva, hogy a művelt kardvívó stílusuk kódexe felszólítja a kardforgatóit, és kardjaikkal az ártatlanokon segítsenek. Szeidzsúró nem ért egyet, de egy párbaj után elengedi a tanítványát. Kensin a Tokugava-sógunátus ellen küzdő Isin-hazafiak oldalára áll, és a Csósú klán tagja lesz. Megismerkedik a vezetővel, Kacura Kogoróval, aki megbízásából orgyilkosként kezdi meg a lázadóknak tett szolgálatát. A Kensin által végrehajtott gyilkosságoknak hamar híre megy, és az emberek rettegni kezdik a nevét. Ekkortájt ragad rá a „Hitokiri Battószai” becenév.
Egy sikeres gyilkosság során végez egy Kijoszato Akira nevű testőrrel, akinek sikerül felkarcolnia Kensin arcára a későbbi kereszt alakú sebhely első felét. Miután megküzd egy képzett orgyilkossal, megismeri Jukisiro Tomoét, Kijoszato menyasszonyát. Az ájult nőt Kensin bújtatja el a hazafik rejtekhelyén. Kacura kémet kezd sejteni a Csósú klánon belül, miután Kensin beszámol neki az ellenfeléről, akit legyőzött. Az Ikejada-eset után, Kacura arra utasítja Kensint és Tomoét, hogy további utasításig egy Ocu nevű faluban bújjanak el, és adják ki magukat férjnek és feleségnek. A két fiatal gyógyszerkereskedőnek áll.
Hónapokkal később Enisi, Tomoe öccse látogatja meg őket, aki informálja nővérét arról, hogy a sógunátus harcosai, akik Kensin elpusztításával lettek megbízva, már közel járnak, és hogy hamarosan teljes lesz a bosszújuk. Tomoe elküldi Enisit, lázra hivatkozva. Az éjszaka alatt döbben rá, hogy beleszeretett vőlegénye gyilkosába, aki viszonozza a szerelmét. Másnap reggel Tomoe felkeresi a sógunátus ügynökeit, és megpróbálja meggyőzni őket, hogy hagyják élni Kensint, majd tesz egy sikertelen kísérletet a vezetőjük meggyilkolására. Kensint meglátogatja egy harcostársa, aki beszámol neki a sógunátus gyilkosairól, és felfedi Kensin előtt, hogy Tomoe volt a kém. Elárulja azt is a hitokirinek, hogy Tomoe volt a Kensin által lemészárolt testőr menyasszonya.
Kensin, zavarában és gyűlöletében, felkeresi ezeket a harcosokat, és megvív velük. Hármat sikerül megölnie a négyből, de a harcok során szerzett sebei és zavart elmeállapota hátrányt jelent számára. Míg Kensin a negyedikkel küzd, Tomoe a két küzdő fél közé veti magát, hogy megvédje szerelmét. Kensin későn veszi észre a nőt, és mindkettejüket keresztül döfi. A halála előtt, Tomoe vág még egy sebet Kensin arcára, ezzel fejezve be a kereszt alakú sebhelyet.
Kensin saját magát hibáztatja a történtekért, és gyökeresen megváltozik az életszemlélete. Elhatározza, hogy a kardját társai védelmében, és a Kacura által elképzelt jövő érdekében fogja használni, így ő maga is részt vesz a további harcokban, a „Himura Battószai” nevet használva. Kacura értesíti Kensint, hogy már talált egy új hitokirit a helyére, aki végzett a valódi kémmel, a Kensint korábban informáló harcossal. Ahogy a sógunátus a végéhez közeledik, Kensin összecsap a Sinszengumi kapitányaival, Okita Szódzsival, majd életének nagy riválisával, Szaitó Hadzsimével. Miután a bakumacu véget ért, és a harcok abbamaradtak, Himura Battószai nyom nélkül eltűnt.
Tettei legendákká váltak, melyek örökre félelmet keltettek az emberek szívében, még évekkel a forradalom után is. Jukisiro Enisi már forralja a bosszúját, mivel meg van győződve arról, hogy a néhai orgyilkos szándékosan ölte meg a nővérét.

## Fogadtatás
A Ruróni Kensin: Cuiokuhen a kritikusok és az animerajongók körében átütő sikernek bizonyult, és a mai napig a valaha készült legjobb OVA-sorozatok között tartják számon. A Cuiokuhen animációja, története, aláfestőzenéi és a japán szinkronhangok teljesítménye egyaránt ki lett emelve a kritikusok által. A mai napig elismert mestermunkaként hivatkoznak rá, és egyike lett a modern animék koronacímeinek
A THEM Anime Reviews az egész OVA-sorozatnak kiváló értékelést - öt csillagot az ötből - adott. Tim Jones kritikus az alábbi jelzőkkel illette a sorozatot: „Erőteljes, felidéző, szomorkás, és keményen provokatív. A Ruróni Kensin: Cuiokuhen messze túlmutat az eredeti képregényen, áthágva nem csak a franchise szülte korlátokat, hanem az OVA műfajt is, mint történetmesélő médiumot.”, és hogy „rengeteg ponton felülmúlja a televíziós sorozatot”. Röviden is összefoglalta véleményét a sorozatról: „drámai, tragikus, gyönyörű” és „a japán animációs filmek remek mintapéldája, technológiai értelemben”
A Cuiokuhen az Anime News Network kritikusaitól is elismerő szavakat gyűjtött be. Mike Crandol minden idők egyik legjobb OVA-sorozatának nevezte, kiemelve a szereplők újfajta megrajzolását, ahogy a harcjeleneteket is „szörnyen véresnek, de ugyanakkor gyönyörűnek is” tartja. Carl Kimlinger kritikájában a sorozatot „felkavarónak, pusztítónak, okosnak, megváltónak és színtiszta tökélynek” nevezte, mikor A+-os értékelést adott a feliratos, és egy sima A-t az angol szinkronos változatra. Bamboo Dong szerint az OVA-sorozat ad egy „sokkoló, mindent felülmúló élményt” a nézőnek, mielőtt összefoglalta volna, hogy „a Ruróni Kensin: Cuiokuhen egy mestermunka, drámai látvánnyal és gyönyörű animációval”
Az Animerica kritikusa, Rio Yañez magasztalta a Cuiokuhen „brutalitása önelemző látásmódú”, valamint, hogy „sokszor fordul elő szamurájos kardpárbaj és látványos kitöltések”, miközben az animáció nem a sztereotipikus freeze and frame animációt használja. Bár az erőszakot „túlzásnak” tartotta, de érezte, hogy jól kezelték a készítők, mert elkerüli, hogy feleslegesen túlzó, vagy önkényes legyen. Yañez az akciójeleneteket „jól kiegyensúlyozza a részletesen ábrázolt hátterek, rajzok és effektek látványa”. Azonban megkritizálta az ADV Film angol szinkronját, és „kungfu stílusú szinkronnak” nevezte. Megjegyezte, hogy az angol színészek gyakran ejtették rosszul a japán neveket, és a játékuk pedig gyakran megtévesztő annak ellenére, hogy a szöveget sikerült elég komolyra lefordítani.
Bár Don Houston, a DVD Talk kritikusa azt írta, hogy az OVA túlzottan véres a tinédzser nézők számára, a történetet és a zenét elég „szolid”-nak találta. A rendezői változat is pozitív kritikát kapott, mert ahogy összefűzésre került a négy OVA, Houston szerint „sokkal inkább tűnik egy filmnek, mely egymaga megáll a lábán, mint egy hosszú sorozat előzményének”.
Dary Surat az Otaku USA magazintól azt írta, hogy Dave Riley hiába javasolta, a nézőknek semmiképpen sem lenne szabad az animesorozat előtt megnézniük a Cuiokuhent, és bátorította az olvasókat, hogy mindenképpen az animesorozattal kezdjék. Surat elmagyarázta, hogy az OVA-nak vannak „nagy pillanatai”, melyeknek tudatában azok, akik nem nézték meg a tv-sorozatot, „szemet fognak hunyni ezek fölött”.